# Stjórnin
Stjórnin (букв. перевод. как Законодательство) — исландская поп-группа, известная по участию в конкурсе песни Евровидение-1990. В состав коллектива входят Гретар Эрварссон (исл. Grétar Örvarsson), Сигридюр Бейтеиндоуттир (исл. Sigriður Beinteìnsdottir; более известна под псевдонимом Сигга (исл. Sigga)), а также бас-гитарист Эйд Аднарсон (исл. Eið Arnarsson), клавишник Давид Тоур Йоунссон (исл. Davíð Þór Jónsson), барабанщик Сигфус Эдн Оуттарсон (исл. Sigfús Örn Óttarsson), гитарист Йоун Элвар Хафстейнссон (исл. Jón Elvar Hafsteinsson) и саксофонист Эйнар Брагассон (исл. Einar Braga Bragasson).

## История
Группа была образована в апреле 1988 Гретаром Орварсоном и присоединившейся к нему Эльдю Оулафсдоуттир (исл. Öldu Björk Ólafsdóttur). Также в первоначальный состав вошли Эйд Аднарсон, саксофонист Эйнар Брагассон (исл. Einar Braga Bragasson), гитарист Хильмар Йенссон (исл. Hilmar Jensson) и барабанщик Маттиас Хемсток (исл. Matthías Hemstock). Первая песня «I’m getting ready for love» не стала популярной, хотя и периодически появлялась в эфирах местных радиостанций. Некоторое время группа имела относительную известность лишь у местной публики, выступая в досуговых заведениях (отелях, ресторанах) с кавер-версиями популярных песен. В тот момент из группы ушла Альда, и её место заняла талантливая исполнительница Сигридур Бейтеиндоуттир. К лету 1989 из группы ушли также Маттиас Хемсток и Хильмар Дженсон — их места заняли (соответственно) Торстейдн Гуннарссон (исл. Þorsteinn Gunnarsson) и Йоун Элвар Хастейнсон. Замены музыкантов были проведены успешно, и популярность группы начинала набирать обороты.
Переломный момент в творчестве группы наступил в 1990, после решения подачи заявки на участие в национальном отборочном конкурсе для предстоящего фестиваля песни Евровидение. К удивлению музыкантов, национальное жюри практически единогласно выбрало Stjórnin как представлей Исландии на Евровидении 1990, который должен был проходить в Загребе (Югославия).
На песенном конкурсе группа выступила под восьмым номером, исполнив композицию «Eitt lag enn» (рус. Ещё одна песня). Песня имела большой успех на конкурсе: с результатом в 124 балла группа заняла четвёртое место. На тот момент (и вплоть до 1999) это был наилучший результат Исландии на Евровидении (до этого в 1986—1988 страна стабильно занимала шестнадцатое место, а в 1989 и вовсе заняла последнее, не набрав ни одного балла). В декабре того же года конкурсанты выпустили свой дебютный одноимённый альбом «Eitt lag enn». Хотя дебютная пластинка была выпущена относительно низким тиражом (всего 10 000 копий), Stjórnin за короткий период времени успели получить признание как одной из лучших поп-групп Исландии, а вокалистка группы Сигга была признана «Лучшей женщиной года» по версии одного из местных журналов.
В феврале 1991 исполнители выпускают второй альбом — «Tvö líf». Группа устроила гастрольный тур в поддержку нового альбома, собирая при этом большую аудиторию слушателей. В 1992, учитывая удачное выступление исполнителей на Евровидении в 1990, группе приходит предложение о создании специального проекта для конкурса песни Евровидение 1992, на которое было получено согласие со стороны музыкантов. Для этого был временно изменён состав группы — к ней присоединились двоюродная сестра Сигги Сигрун Эва (исл. Sigrún Eva Ármannsdóttir) и Фридрик Карлсон (исл. Friðrik Karlsson); места басиста и барабанщика заняли Йоухадн Аусмюндсон (исл. Jóhann Ásmundsson) и Хадльдоур Хёйксон (исл. Halldór Hauksson). Временный проект было решено назвать «Heart 2 Heart» (рус. Сердцем к сердцу), и именно ему вскоре выпала возможность представить Исландию на очередном европейском песенном конкурсе. На Евровидении-1992, который проходил в Мальмё (Швеция), музыканты, исполнив песню «Nei eða já?» (рус. Нет или да?), финишировали лишь седьмыми, не сумев преодолеть лучшего на тот момент результата Stjórnin. Параллельно с этим группа готовилась к выпуску своего следующего альбома. Очередная работа коллектива — «Stjórnin», выпущенная со своим обычным обычным составом, вышла уже летом 1992. К тому времени музыка Stjórnin часто появлялась в ротациях исландских радиостанций, а к осени, при поддержке радиостанции «Bylgjan» группа устроила очередной гастрольный тур «Allt í einu».
Четвёртый диск группы, «Rigg», был выпущен в 1993. Некоторые композиции с этого издания, такие как «Allt eða ekkert», «Ekki segja aldrei» и «Þessi augu» становятся хитами в Исландии. Группа продолжает выступления, но к осени того же года музыканты решают сделать творческий перерыв.
В 1994, после проведения национального отбора для конкурса Евровидение 1994, жюри решает отправить на конкурс участницу группы, Сигридур Бёйтеиндоттир, уже третий раз в её карьере. Ранее на отборе победительницей стала Ева Сигрун, с которой Сигридур уже принимала участие на Евровидении, но некоторые члены национальной комиссии были недовольны её выступлением, и поэтому вместо неё Исландию представляла именно Сигга. Песня «Nætur» (рус. Ночи), исполненная четвёртой, в итоге заняла только 12-е место с результатом в 49 баллов.
Год спустя Stjórnin выпускают сборник «Stjórnarlögin 1989—1995», содержащий лучшие песни за историю существования группы. В его записи вместо Йоуна Элвара принял участие другой гитарист — Тоурдур Гудмундсон (исл. Þórður Gudmundsson).
Весной 1996 выпущен пятый альбом «Sumar nætur». К осени 1997 состав команды снова обновился. Новыми музыкантами стали клавишник Давид Тоур Йоунсон (исл. Davíð Þór Jónsson) и барабанщик Сигфус Эдн Оуттарсон (исл. Sigfús Örn Óttarsson).
Шестой (и на данный момент последний) альбом группы, «Stjórnin @ 2000», был выпущен в 1999, и стал очень популярным у фанатов группы. В его записи принял участие известный исландский певец Бьоргвин Хадльдорсон. Некоторые композиции с этого альбома стали хитами, и вошли в эфир радиостанций и музыкальные сборники.
В дальнейшем участники группы устроили себе продолжительный отпуск, и воссоединились только к 2003. Сейчас они продолжают творческую активность, и до сих пор являются одними из лучших поп-коллективов Исландии.

## Дискография

### Альбомы
- Eitt lag enn (1990)
- Tvö líf (1991)
- Stjórnin (1992)
- Rigg (1993)
- Sumar nætur (1996)
- Stjórnin @ 2000 (1999)

### Сборники
- Stjórnarlögin 1989—1995 (1995)